# AURA 〜魔竜院光牙最後の闘い〜
『AURA 〜魔竜院光牙最後の闘い〜』（アウラ まりゅういんこうがさいごのたたかい）は、田中ロミオによる日本のライトノベル。挿絵イラスト担当はmebae。ガガガ文庫（小学館）より2008年7月18日に刊行された。以前著者が『PC Angel neo』に連載していたコラムを小説として改作したものとなっている。2012年より漫画版の連載が開始されており、2013年4月13日より劇場アニメが公開。

## ストーリー
高校1年生になったばかりの佐藤一郎は、ある日忘れ物をとりに夜の校舎に忍び込んだところ、青いローブを身にまとい、金属製の杖を持った美少女と出くわした。彼の望んでいた平穏な学生生活は彼女に振り回されることで次第に遠ざかり、絶望の淵に落とされるが…

## 登場人物
佐藤 一郎（さとう いちろう）
声 - 島﨑信長
本作の主人公。作品は全編彼の一人称によって進む。クラスでは良子との区別のため、「男のほうの佐藤」の意味で「メンズ」というあだ名で呼ばれる。
中学生のときはいわゆる厨二病（「自分は異世界から来た剣士である」という設定のもの）であり、その為、学校ではいじめを受け、厨二病のことで家族との関係もぎこちないものになった。高校では同じ過ちを繰り返さないために「普通の男子生徒」であろうと心がけている。何故かクラスの半数の16人に好かれている。良子に「＜竜端子＞探索の協力者」と任命され、彼女に私公ともに振り回される。
佐藤 良子（さとう りょうこ）
声 - 花澤香菜
本作のヒロイン。一郎のクラスメイト。自称「異世界から＜竜端子＞を探すためにやって来たリサーチャー」。一郎との区別のために「レディス」というあだ名がつけられているが、その名で呼ばれることは少ない。
常に青いローブを着込んでおり、「防御力が下がる」と言って学校の制服に着替えることを頑なに拒む。金属製の杖を装備品としている。一郎を「＜竜端子＞探索の協力者」に任命し、彼をあちこちへ連れ回す。感情を動かさず、常に無表情を貫いている。
担任（どりせん）
声 - 水島大宙
一郎のクラスの担任である、若い男性教師。愛妻家で、生徒により「おしどり夫婦」をもじって「どりせん」というあだ名をつけられた。生徒のみならず教師達の間でもこのあだ名で呼ばれており、自分でも使っている。高校に赴任して2年目の新米教師であるが、学内ではなぜか相当の無茶を通してしまう権力を持つ、謎めいた人物。なお、ラストシーンによれば、彼の名前は「瑠璃男（るりお）」である。
養護教諭
一郎の学校の養護教諭。金髪でメガネをかけ、90センチ以上（一郎による推定）のバストを持つセクシーな美女。人称名詞の後ろに「ちゃん」を付ける口癖がある。ラストシーンによれば名前は「みどり」。
子鳩 志奈子（こばと しなこ）
声 - 金元寿子
一郎のクラスメイト。地味だがかわいらしい容貌と、天然ボケ気味だが心優しい性格の持ち主。ライトノベルを愛読している。あだ名は「コバ」。
高橋 裕太（たかはし ゆうた）
声 - 木村良平
一郎のクラスメイト。明るい性格の美男子で、クラスのリーダー的存在。
山本（やまもと）
声 - 安元洋貴
一郎のクラスメイト。若干不良少年風の雰囲気がある。高橋と仲がいい。
大島 弓菜（おおしま ゆみな）
声 - 井上麻里奈
一郎のクラスメイト。高飛車な性格の美少女で、女子のリーダー的存在。あだ名は「ユーミン」。
忌野 アキ（いまわの アキ）
声 - 明坂聡美
一郎のクラスメイト。ハーフの美少女。大島と仲が良い。
吉沢（よしざわ）
一郎のクラスメイト。クラス唯一のヤンキーで孤高の存在。模型部所属らしい。
尾崎（おざき）
一郎のクラスメイト。普通の女子生徒。後に大島と仲良くなる。
木下（きのした）
声 - 谷山紀章
一郎のクラスメイト。よく手入れされたストレートのロンゲ、背も高くなかなかの美男子。自称「英知を宿した賢者」。白い学生服を着込んでいる。
鈴木 おさむ（すずき おさむ）
声 - 山口勝平
一郎のクラスメイト。小柄で小太り気味のスポーツ刈りの男子。自称「＜邪聖剣士ツヴァイ・バンダー＞」で騎乱（きら）を名乗る。一郎のことを「飛霊（ヒューレイ）」と呼ぶ。
安藤 たつお（あんどう たつお）
声 - 松田健一郎
一郎のクラスメイト。学ランの下に特撮ヒーロー的なショート丈ブルゾンを着込んでいる。自称「＜闘装騎震イグナイト＞」。
織田（おだ）
声 - 小林ゆう
一郎のクラスメイト。ロングヘアを高い位置で縛って馬の尾にしている。自称「女武士」で、飾りたてた木刀を常に携行し、黒い眼帯をつけている。たまにマントを羽織っている。自称「＜織田流第六天魔剣の継承者＞」
樋野（ひの）
声 - 斎藤千和
一郎のクラスメイト。黙って座っていれば育ちのいいお嬢さん。自称「女吸血鬼」。
清水（しみず）
一郎の中学時代のクラスメイト。中学のクラスで、陰ながら一郎とまともな付き合いをしていた唯一の人物。
久米（くめ）
声 - 森久保祥太郎
アクセサリー職人。一郎は彼の作った腕時計を露店で買い、お気に入りにしている。
一郎の姉
声 - 雪野五月
一郎の姉で職業は美容師。かつて、暴力沙汰で高校を退学になったことがある。一郎が学校でいじめの対象にされたことを知っている。過去の一件から一郎と一緒にいる良子のことを快く思っていない。
一郎の母
声 - 幸田夏穂
一郎の母親で専業主婦。一郎の厨二病の件で変に気遣うようになる。
一郎の父
一郎の父親。一郎の厨二病を知ったときは憤慨した。

## 批評
評論家の宇野常寛は、『小説TRIPPER』で連載していた「教室の中のリアリズム」で本作に触れ、ライトノベル読者の教室内序列（スクールカースト）での位置づけを示していること、そして「複数の超越性が乱立し、消失しあう世界」を描いた作品であることを指摘した。
評論家の海老原豊は、理想自我と自我理想の近接にオタクの本質を見出す斎藤環・大澤真幸の論考や、衝突・対立の回避が至上命令となる現代の教室空間では親密圏の構成員が「もう一人の私（＝内在的な他者）」になるという笠井潔の論考を参照しつつ、前述のように宇野が本作に見出した「複数の超越性の乱立」は「超越的な他者の弱まり／内在的な他者の強まり」というように解釈し直すべきであると述べている。実際物語の中の水準でいえば、教室内の生徒たちにとって、たとえば特権性を持った存在であるクラス担任（どりせん）などが「超越的な他者」として機能しているという。

## 既刊一覧

### 小説
- 田中ロミオ（著） / mebae（イラスト） 『AURA 〜魔竜院光牙最後の闘い〜』 小学館〈ガガガ文庫〉、2008年7月23日初版第1刷発行（7月18日発売[9]）、ISBN 978-4-09-451080-5

### 漫画
『週刊少年サンデーS』（小学館）2012年4月号から2013年5月号まで星野倖一郎作画により漫画連載されていた。
- 田中ロミオ（著） / mebae（イラスト） / 星野倖一郎（作画） 『AURA アウラ 魔竜院光牙最後の闘い』 小学館〈少年サンデーコミックス スペシャル〉、全4巻
  1. 2012年7月18日発売、ISBN 978-4-09-123849-8
  2. 2012年11月16日発売、ISBN 978-4-09-124090-3
  3. 2013年2月18日発売、ISBN 978-4-09-124250-1
  4. 2013年4月10日発売、ISBN 978-409-124330-0

### オーディオブック
ガガガ文庫と声優事務所の81プロデュースがタッグを組んだオーディオブックの第9弾として、2019年12月20日より配信された。
キャストは、近衛秀馬（朗読＋佐藤一郎役）、茜屋日海夏（佐藤良子役）、中井美琴（大島ユミナ役ほか）、荻野葉月（子鳩志奈子役ほか）、天海由梨奈（養護教諭役ほか）、中島ヨシキ（担任教師役ほか）、植木慎英（高橋裕太役ほか）、内野孝聡（木下役＋冒頭ナレーションほか）。

## 劇場アニメ
2013年4月13日より公開の『人類は衰退しました』を手がけたスタッフによる劇場作品。ナレーションは中田譲治が務める。

### スタッフ
- 原作 - 田中ロミオ（小学館「ガガガ文庫」刊）[3]
- キャラクター原案 - mebae[3]
- 監督 - 岸誠二[3]
- 構成 - 上江洲誠[3]
- 脚本 - 熊谷純[3]
- 絵コンテ - 斎藤久[6]、田口智久[6]
- 演出 - 西本由紀夫[6]、田口智久[6]、小坂春女[6]
- 総作画監督・キャラクターデザイン - 森田和明[6]
- プロップデザイン - 石本剛啓[3]
- 色彩設計 - 合田沙織[3]
- 美術設定 - 坂倉敦子[3]
- 美術監督 - 脇威志[3]
- 撮影監督 - 野澤圭輔[3]、前田洋志[3]
- 編集 - 櫻井崇[6]
- 音楽 - 大島ミチル[3]
- 音響監督 - 飯田里樹[3]
- 音響効果 - 奥田維城、中島勝大[3]
- プロデューサー - 丸山創[6]、石黒達也[6]、岡村武真[6]、金庭こず恵[6]、櫻井優香[6]
- 制作 - AIC ASTA[3]
- 製作 - 『AURA 〜魔竜院光牙最後の闘い〜』製作委員会（マーベラスAQL、ポニーキャニオン、AIC ASTA、創通、ムービック、ランティス）
- 配給 - 東京テアトル[3]

### 主題歌
イメージソング「Blue Moon Dream」
作詞 - 松井洋平 / 作曲・編曲 - 白戸佑輔 / 歌 - 能登有沙（from StylipS）
主題歌「僕らのセカイ」
歌 - CooRie

### 14日間全国『AURA』公開劇場めぐり
劇場公開連動企画として全国12館を4月13日～26日の14日間で訪れ12回見た強者は、もはやファンの一員ではなく制作者の一人として認めたいという制作陣の意向から、今後発売されるBlu-ray・DVDの本編エンディングロールのスペシャルサンクスに氏名を表記される。
その中で最も多くの回数を観た人は、スペシャル体験としてプロデューサー・MAQL丸山による強烈なハグ&キスをしてもらうことができる。さらにツーショット写真を撮ることができるという企画を実施。最終的に5名の方がBlu-ray&DVDエンドロールに記載された。